# Culcua nigra
Culcua nigra är en tvåvingeart som beskrevs av Enrico Adelelmo Brunetti 1924. Culcua nigra ingår i släktet Culcua och familjen vapenflugor.
Artens utbredningsområde är Laos. Inga underarter finns listade i Catalogue of Life.